# Couffoulens
Couffoulens – miejscowość i gmina we Francji, w regionie Oksytania, w departamencie Aude. Przez gminę przepływa rzeka Aude, w miejscu w którym uchodzi do niej  Lauquet. 
Według danych na rok 1990 gminę zamieszkiwało 549 osób, a gęstość zaludnienia wynosiła 58 osób/km² (wśród 1545 gmin Langwedocji-Roussillon Couffoulens plasuje się na 493. miejscu pod względem liczby ludności, natomiast pod względem powierzchni na miejscu 781.).

## Zabytki
Zabytki w miejscowości posiadające status Monument historique:
- zamek w Couffoulens (Château de Couffoulens)
- croix de métier
- kościół Saint-Clément (Église Saint-Clément)